# كورنيليوس شوماخر
كورنيليوس شوماخر (بالألمانية: Cornelius Schumacher)‏ هو مهندس ألماني، ولد في 1 ديسمبر 1969 في توبينغن في ألمانيا.

## وصلات خارجية
- الموقع الرسمي